# تمجيد المجوس للطفل يسوع (ليوناردو)
تمجيد المجوس للطفل يسوع هي لوحة تم رسمها في وقت مبكر من تاريخ الرسام الإيطالي ليوناردو دا فينشي. أعطي طلب رسم اللوحة لليوناردو بواسطة رهبان أوغسطينيين من سان دوناتو في سكوبيتو في فلورنسا، ولكن ليوناردو رحل إلى ميلان في العام التالي، وترك اللوحة لم تكتمل.
هذا العمل معروض في معرض أوفيزي في فلورنسا منذ العام 1670.

## التكوين
من وجهة نظر تكوينية، حدث ليوناردو ابتكارات ساندرو بوتيتشيلي في تمجيد مجوس سانتا ماريا نوفيلا، عن طريق وضع العائلة المقدسة في المركز والمجوس كقاعدة لهرم وهمي، حيث قمته تمثل شخصية ماريا. سمح له الشكل المربع تقريبًا للوحة بتنظيم التكوين على طول الخطوط القطرية، ويوجد في نقطة الالتقاء رأس العذراء. 
صورة مريم، الموضوعة في وضع متخلف قليلاً، تلمح إلى حركة دائرية، حيث تم توجيه الساقين إلى اليسار، أما الجذع والوجه، إلى الطفل نحو اليمين.
لقد طور أيضًا هذه الحداثة من خلال ترتيب الموكب في نصف دائرة خلف العذراء، تاركًا تقريبا مساحة دائرية فارغة، في المركز الوهمي للفضاء توجد صخرة وشجرة. وهكذا يبدو أن الحركة الطفيفة للعذراء تنتشر في دوائر متحدة المركز، مثل الموجة الناتجة عن الوحي الإلهي. والنتيجة هي مشهد حديث وديناميكي للغاية، حيث تكون فقط الأشكال في المقدمة ثابتة نسبيًا، مع دراسة مكثفة لحركات الروح والمظاهر "الجسدية.

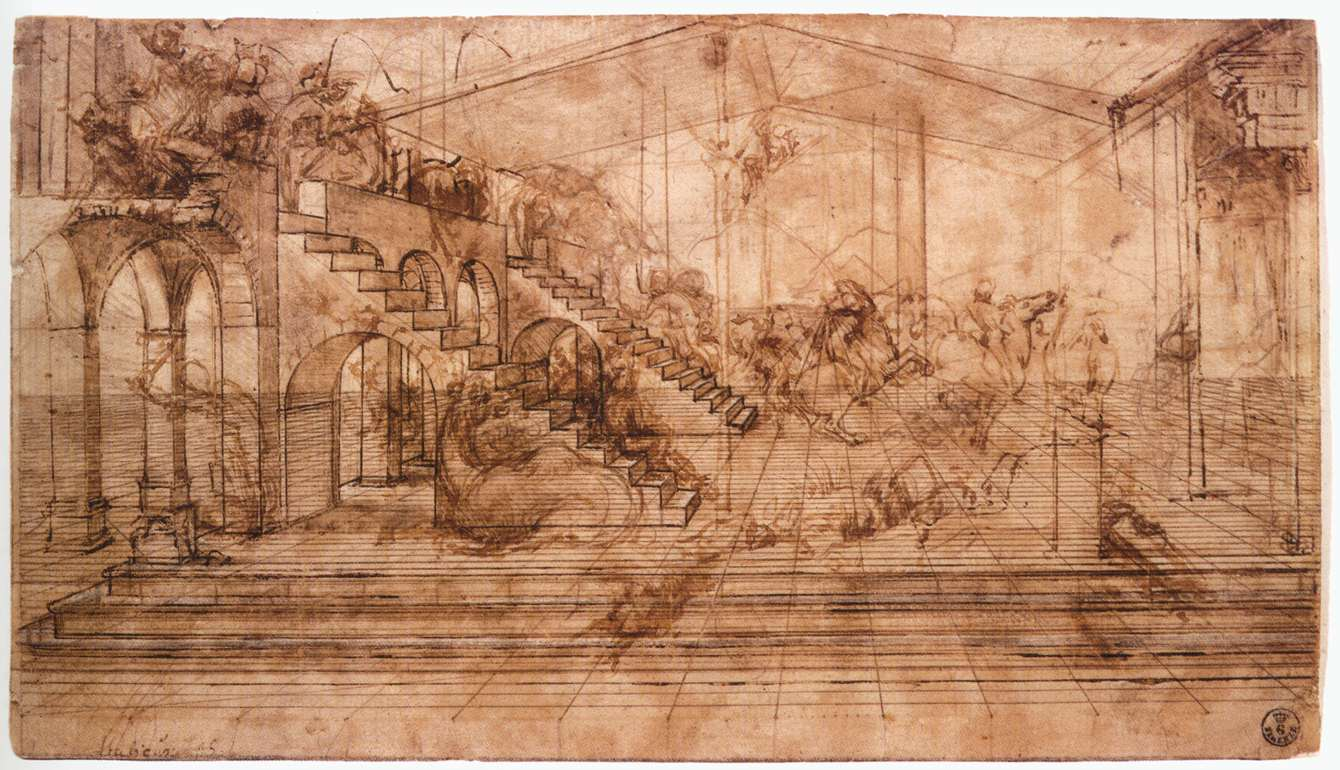
ليوناردو دافنشي دراسة منظورية لتمجيد المجوس، على لوحة مقياس 163 × 290 مم في متحف Galleria degli Uffizi ، فلورنسا

## وصلات خارجية
- صور للوحة تمجيد المجوس للطفل يسوع
- مركز التراث الثقافي